# Azimuth
För andra betydelser, se Azimuth (olika betydelser).
Azimuth är ett ryskt flygbolag grundat i februari 2017 med huvudkontor i Rostov-na-Donu. De flyger främst regionalt i sydvästra Ryssland med det ryska jetflygplanet Suchoj Superjet 100 och man har 20 flygplan av modellen. Flygbolaget grundades delvis för att tillmötesgå resande för Världsmästerskapet i fotboll 2018 enligt grundarna.